# Corcelles-sur-Chavornay
Corcelles-sur-Chavornay je bývalá obec v západní (frankofonní) části Švýcarska, v kantonu Vaud, v okrese Jura-Nord vaudois. V roce 2004 žilo v obci 299 obyvatel. V roce 2017 se Essert-Pittet a Corcelles-sur-Chavornay sloučily s obcí Chavornay.

## Historie
Obec je poprvé zmiňována v letech 885 jako Corceles. Do konce roku 2006 byla obec součástí okresu Orbe, od roku 2007 se stala částí nového okresu Jura-Nord vaudois.

## Poloha
Vesnice Corcelles-sur-Chavornay je situována východně od řeky Orbe.

## Demografie
V roce 2000 hovořilo 92,8% obyvatel obce francouzsky. Ke švýcarské reformované církvi se ve stejném roce hlásilo 59,3% obyvatel, k církvi římskokatolické 14,8% obyvatel.